# Арбак (правитель Арнасии)
Арбак (mAr-ba-ku ša KUR.ar-na-si-a) — правитель Арнасии (области в Мидии), в конце VIII века до н. э.
Об Арбаке известно из в значительной степени фрагментированного текста ассирийского царя Саргона II. В 713 году до н. э. он совершили поход вглубь Мидии, поводом для чего послужило изгнание ассирийского наместника. Во время этой кампании был разорён ряд восточных областей страны. Арбак назван правителем Арнасии, уплачивавшим впоследствии дань Ассирии. Кроме него были указаны имена более десятка других мидийских вождей. По замечанию востоковеда И. М. Дьяконова, царство, созданное Дейоком, «государственным объединением Мидии, как это рисует Геродот, ещё не было».
Некоторые исследователи также связывают с деятельностью Арбака ряд событий, происходивших во времена Ашшурбанапала:
Около 660 г. до н. э. ассирийцы предприняли поход в Манну, Царь маннеев Ахсери пытался напасть на них и уничтожить во время ночёвки, но это ему не удалось, маннейские войска были отброшены. Ассирийцы заняли 8 крепостей между южной границей Манны и её столицей Изирту. Поражение, которое потерпел Ахсери, обострило внутренние противоречия в Манне. Текст Ашшурбанапала сообщает, что в Манне началось восстание свободных общинников-земледельцев и, возможно, рабов. Вероятнее всего, Ашшурбанапал попросил, царю скифов Партатуу, разобраться в сложившейся в Манне обстановке. Как бы там ни было, но ассирийские источники, к сожалению, об этом умалчивают.
Сведения об этих событиях сохранились и в древнеармянской историографии, где сказано: «Варбакес /Арбак/ по происхождению Мидиец … . Превлекает в свою сторону храброго княза Паруйра /Партатуа/, обещая ему царственная честь и коронация … . Таким образом, завоевав царство у Сарданапала /Ашшурбанапала/, он властвует над Ассирией и Ниневией. Но (вероятно, по согласованию с Ашшурбанипалом) он оставляет надзирателей и возвращается в Марастан.» (Մ. Խորենացի <<Պատմություն Հայոց>> Եր.-1981թ, էջ 79 /М. Хоренаци "История Армении" Ереван-1981, стр. 79/)